# Morimus asper ganglbaueri
Morimus asper ganglbaueri es una subespecie de escarabajo longicornio perteneciente al género Morimus, categorizada en la tribu Lamiini, de la subfamilia Lamiinae. Fue descrita por Reitter en 1894.

## Descripción
Mide 22-37 mm de longitud.

## Distribución
Se distribuye por Europa: en Albania, Bosnia y Herzegovina, Croacia, Grecia, Italia, Montenegro y Serbia.